# Sernik
Le sernik est un gâteau de fromage blanc polonais.

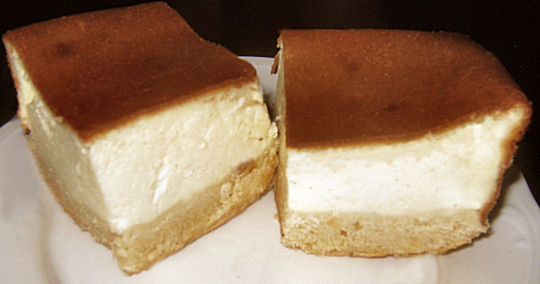
Serniks chauds.

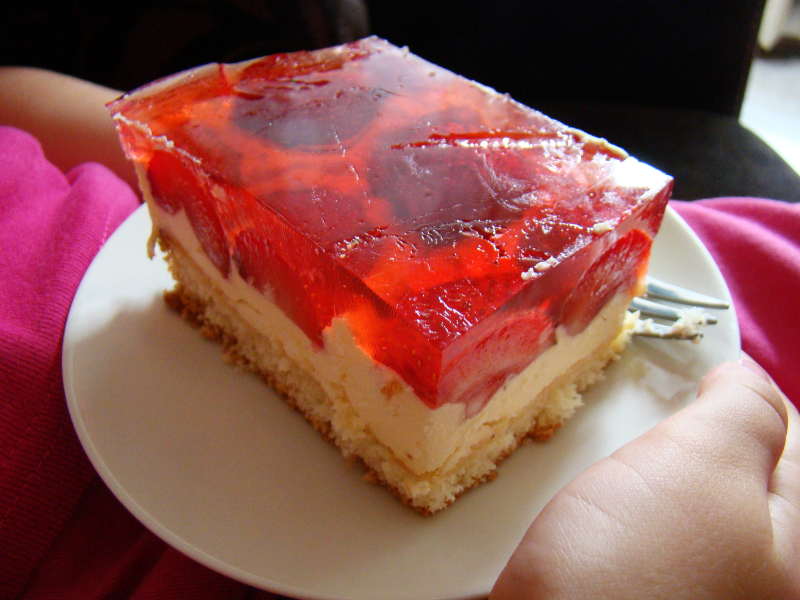
Sernik aux fruits.

Il existe plusieurs variantes comprenant des fruits secs ou des fruits frais, en fonction des régions.